# Galerie Gočár
Galerie Gočár, popřípadě Galerie Gočárův dům či Galerie Gočárovy domy, je název výstavního prostoru v jednom ze dvou zrekonstruovaných tzv. Gočárových domků umístěných na západním okraji Zoo Praha.
Svému současnému účelu slouží od otevření v roce 2011.
Každoročně se v připravené prostoře konají zpravidla tři (popř. čtyři) krátkodobé výstavy. Zpočátku se jednalo zejména o témata z historie zoo či se zoo spjaté výstavy obrazů a fotografií, od roku 2017 se jako velmi návštěvníky ceněný ukázal koncept výstav kolekcí bezobratlých živočichů (pavouci, štíři, plži) či menších druhů obratlovců (žáby) ze soukromých sbírek.

## Přehled výstav

### 2011
- Historie Gočárových domů[2] – výstava odhalující minulost nově opravených památkově chráněných domů
- Kama čtyřicátníkem[2] – výstava u příležitosti kulatých narozenin první orangutana odchovaného v Česku (více viz Chov orangutanů v Zoo Praha).

### 2012
- Shanti – tvůrčí retrospektiva[3] – prodejní výstava obrazů slonice Shanti; výstava se konala také na dalších místech v Praze[4] – originály byly umístěny do Marthi Gallery (Praha, Plzeňská ulice), v Galerii Gočár byly reprodukce[5]

### 2013
- Výstava soutěžních návrhů na pavilon Amazonie[6]
- Zvířata Afriky – výstava starých školních obrazů[6] (2. 9. – 27. 10. 2013)[7]

### 2014
- Výstava starých školních obrazů „Zvířata Afriky“ (leden – březen 2014)[8]
- Válka s Mloky (květen – červen 2014, září – prosinec 2014) – výstava obálek jednotlivých českých i světových vydání knihy Karla Čapka Války s Mloky[8]
- Po čem chodí žirafy (červen – srpen 2014, vernisáž výstavy 21. 6. 2014) – výstava předmětů nalezených při čištění výběhu Africká savana[9]
- Zoo v mikroskopu (říjen – prosinec 2014) – výstava fotografií detailů zvířat od Petra Jana Juračky

### 2015
- Obálky vydání knihy Válka s Mloky (leden – březen 2015)
- F. X. Procházka – první malíř Zoo Praha (28. 3. – 27. 9. 2015; slavnostní vernisáž 28. 3. při zahájení sezony za účasti ministra životního prostředí Richarda Brabce)
- Pohanský bůh Radegast v Zoo Praha (slavnostní vernisáž 28. 9. jako závěrečný bod Výroční slovnosti, za přítomnosti historika umění Jiřího Kotalíka) – výstava o soše Radegasta nejen v Zoo Praha a její rekonstrukci

### 2016
- #ibisdozoo – výstava mapující cestu a odchyt ibisů po protrhnutí jejich voliéry pod tíhou sněhu (o úletu ibisů více viz Úlet ibisů skalních z pražské zoologické zahrady)
- Orbis naturalis pictus (1. 7. – 11. 9. 2016)[10] – výstava o krásách přírody zachycené kresbami manželů Knotkových na poštovních známkách, ze sbírek Poštovního muzea[11]
- Neznámá zoo (od 28. 9. 2016) – výstava dobových fotografií a dokumentů u příležitosti 85. výročí otevření Zoo Praha[12]. Vernisáž výstavy proběhla 28. 9. 2016 v 15:00 jako závěrečný bod Výroční slavnosti.[13][14]

### 2017
- Úspěšná sedmdesátá (slavnostní vernisáž při zahájení sezóny na konci března 2017 s autorkou výstavy Romanou Anděrovou)[15]
- Sklípkani (9. 9. – 31. 10. 2017, původně plánovano do konce září, ale pro velký zájem prodlouženo[16]) – vystavena kolekce 60 druhů pavouků z chovu arachnologa Davida Štastného, z nichž největší (samice druhu Theraposa stirmi) měřil 30 cm.[17] U příležitosti otevření výstavy uvedl ředitel zoo Miroslav Bobek plán pokračovat v takovýchto krátkodobých výstavách a zároveň bezobratlé více začleňovat též do stálých expozic (např. připravovaná Austrálie).[18]
- František Xaver Procházka – 130 let od narození prvního malíře Zoo Praha (4. 11. – 31. 12. 2017)[19]

### 2018

#### Štíři
- 2. výstava živých zvířat: 40 druhů štírů[20] (10. 3. – 27. 5. 2018)[21]
- Přehled vystavených druhů dle katalogu výstavy[22]: veleštír největší (Heterometrus swammerdami), veleštír Petersův (Heterometrus petersii), veleštír granuloklepetý (Heterometrus madraspatensis), veleštír lesklý (Heterometrus cyaneus), veleštír Heterometrus kanarensis, veleštír Heterometrus mysorensis, veleštír bengálský (Heterometrus bengalensis), veleštír Pandinus ugandaensis, štír Grandidierův (Grosphus grandidieri), štír žlutoskvrnný (Grosphus flavopiceus), štír jedovatý (Tityus stigmurus), štír samičí (Tityus serrulatus), štír trojpruhý (Tityus trivittatus), štír bachratoklepetý (Tityus magnimanus), štír Smithův (Tityus smithi), štír trojkýlný (Lychas tricarinatus), štír měnlivý (Euscorpius italicus), veleštír promáčkloklepetý (Pandinus cavinamus), štír ojedinělý (Hadogenes paucidens), štír nejdelší (Hadogenes trogodytes), štír namibskokapský (Parabuthus capensis), štír statný (Parabuthus raudus), štír hotentotský (Hottentotta hottentotta), štír písčitý (Hottentotta aranaceus), štír velkoarabský (Hottentotta jayakari), štír marocký (Hottentotta gentili), štír ománský (Hottentotta salei), štír Buthus malholmei, veleštír maurský (Scorpio maurus), štír arizonský (Hadrurus arizonensis), štír tlustorepý (Androctonus australis), štír Amoreuxův (Androctonus amoreuxi), štír mauritánský (Androctonus mauritanicus), štír smrtonoš (Leiurus quinquestriatus), štír nejjedovatější (Leiurus hebraeus), štír mesa (Smeringurus mesaensis), štír tmavoklepetý (Centruroides nigrimanus), štír lstivý (Centruroides hoffmanni), štír jemenský (Nebo yemennensis), štír Vaejovis sp.

#### Achatiny
- 3. výstava živých zvířat: takřka 50 druhů plžů z celého světa[23] (2. 6. – 2. 9. 2018)[24]

#### Sklípkani
- 4. výstava živých zvířat: 42 druhů sklípkanů[25] (8. 9. 2018[26] – 4. 11. 2018)
- Přehled vystavených druhů dle katalogu výstavy[27]: sklípkan plaménkový (Brachypelma auratum), sklípkan Böhmeův (Brachypelma boehmei), sklípkan Emiliin (Brachypelma emilia), sklípkan Hamoriho (Brachypelma hamorii), sklípkan Hillyardův (Ceratogyrus hillyardi), sklípkan Lamanaův (Crassicrus lamanai), sklípák Cyclocosmia latusicosta, sklípkan elegantní (Cyriocosmus elegans), sklípkan Andréův (Cyriocosmus leetzi), sklípkan Strandův (Encyocratela olivacea), sklípkan antracínový (Gramostola anthracina), sklípkan překrásný (Gramostola pulchra), sklípkan Grossův (Hapalopus sp. gross), sklípkan himálajský (Haplocosmia himalayana), sklípkan cafrerský (Harpactira cafreriana), sklípkan diktátor (Harpactira dictator), sklípkan krásnonohý (Harpacitra pulchripes), sklípkan Lightfootův (Harpactirella lightfooti), sklípkan třásnitý (Chilobrachys fimbriatus), sklípkan modrochlupý (Chromatopelma cyanopubescens), sklípkan děsivý (Bumba horrida), sklípkan horský (Megaphobema mesomelas), sklípkan Balfourův (Monocentropus balfouri), sklípkan Lambertonův (Monocentropus lambertoni), Neoholothele fasciaaurinigra, Ornithoctoninae sp. vendula, sklípkan ultramarínový (Pamphobeteus ultramarinus), sklípkan večerní (Pamphobeteus vespertinus), sklípkan fialovolesklý (Phormictopus cancerides), sklípkan Everettův (Phormingochilus everetti), sklípkan kovolesklý (Poecilotheria metallica), sklípkan Andrewsmithův (Poecilotheria smith), Pseudohapalopus sp. blue, sklípkan Petersův (Reversopelma petersi), sklípkan tmavonártový (Sericopelma melanotarsum), sklípkan čínský (Sinothele sinensis), sklípkan roraimský (Theraphosa apophysis), sklípkan největší (Theraphosa blondi), Theraphosa stirmi, Thrigmopoeus psychedelicus, sklípkan strašlivý (Xenesthis immanis), Xenesthis sp. blue.

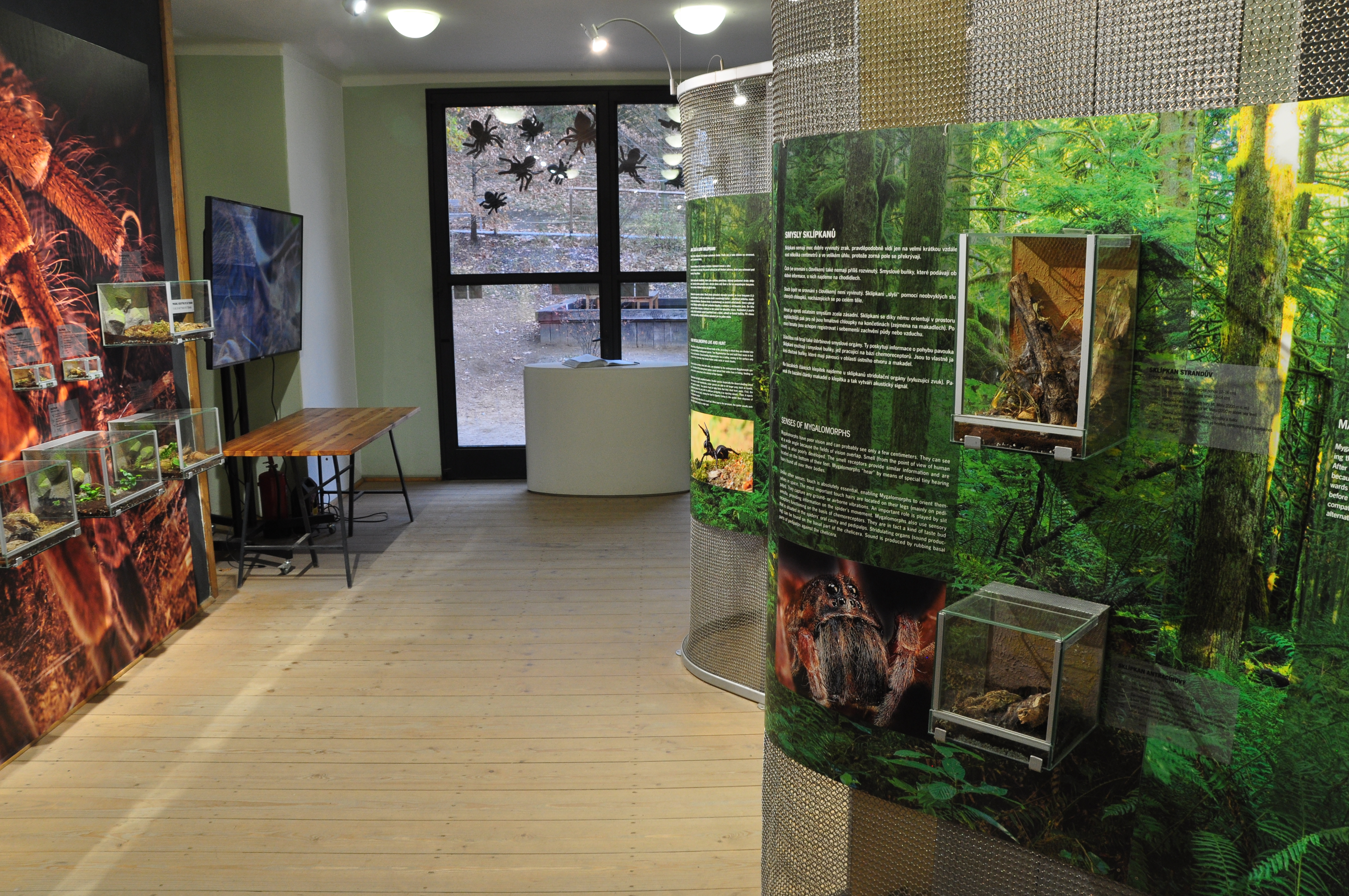
Výstava Sklípkani, 2018
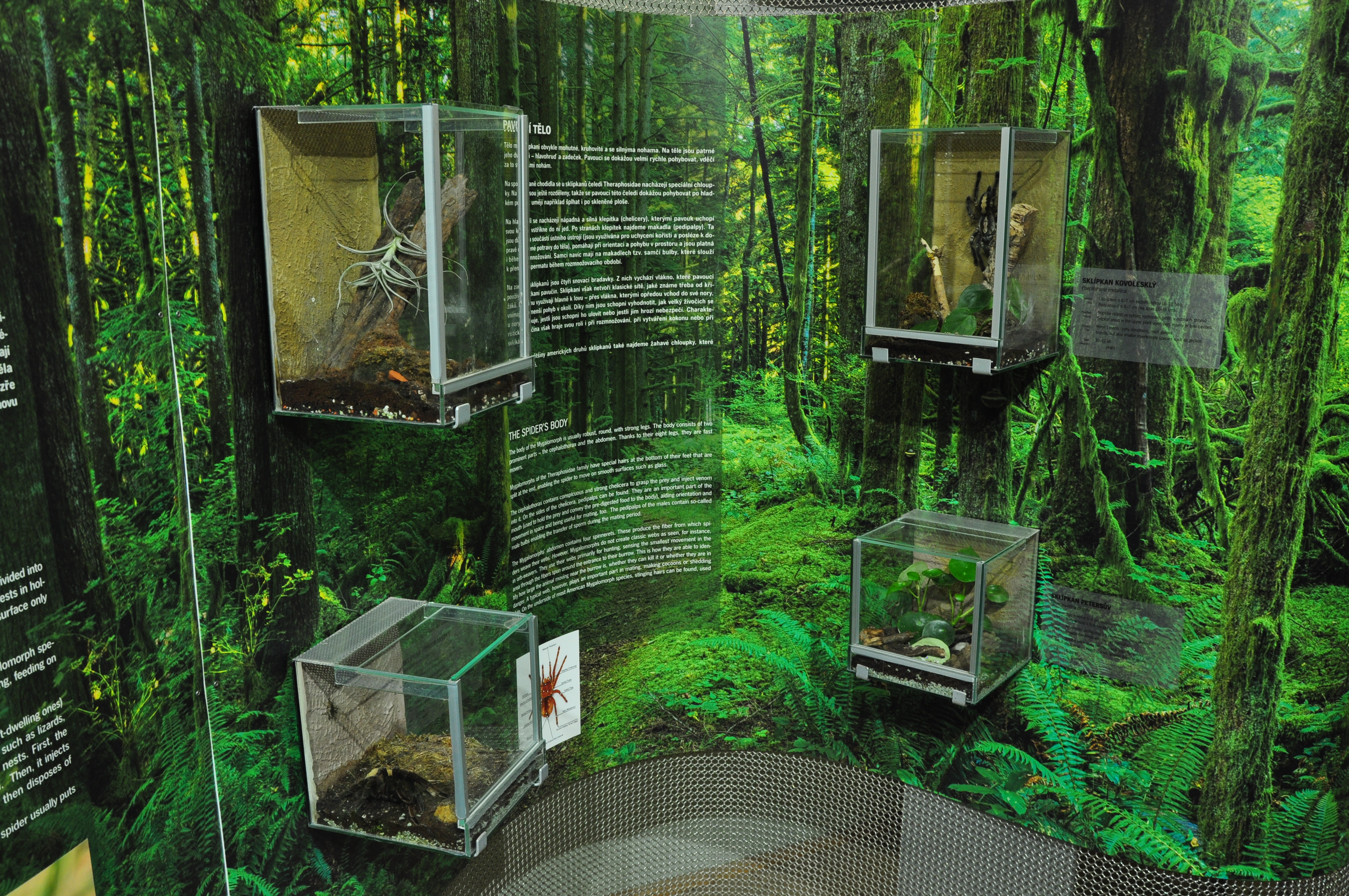
Výstava Sklípkani, 2018
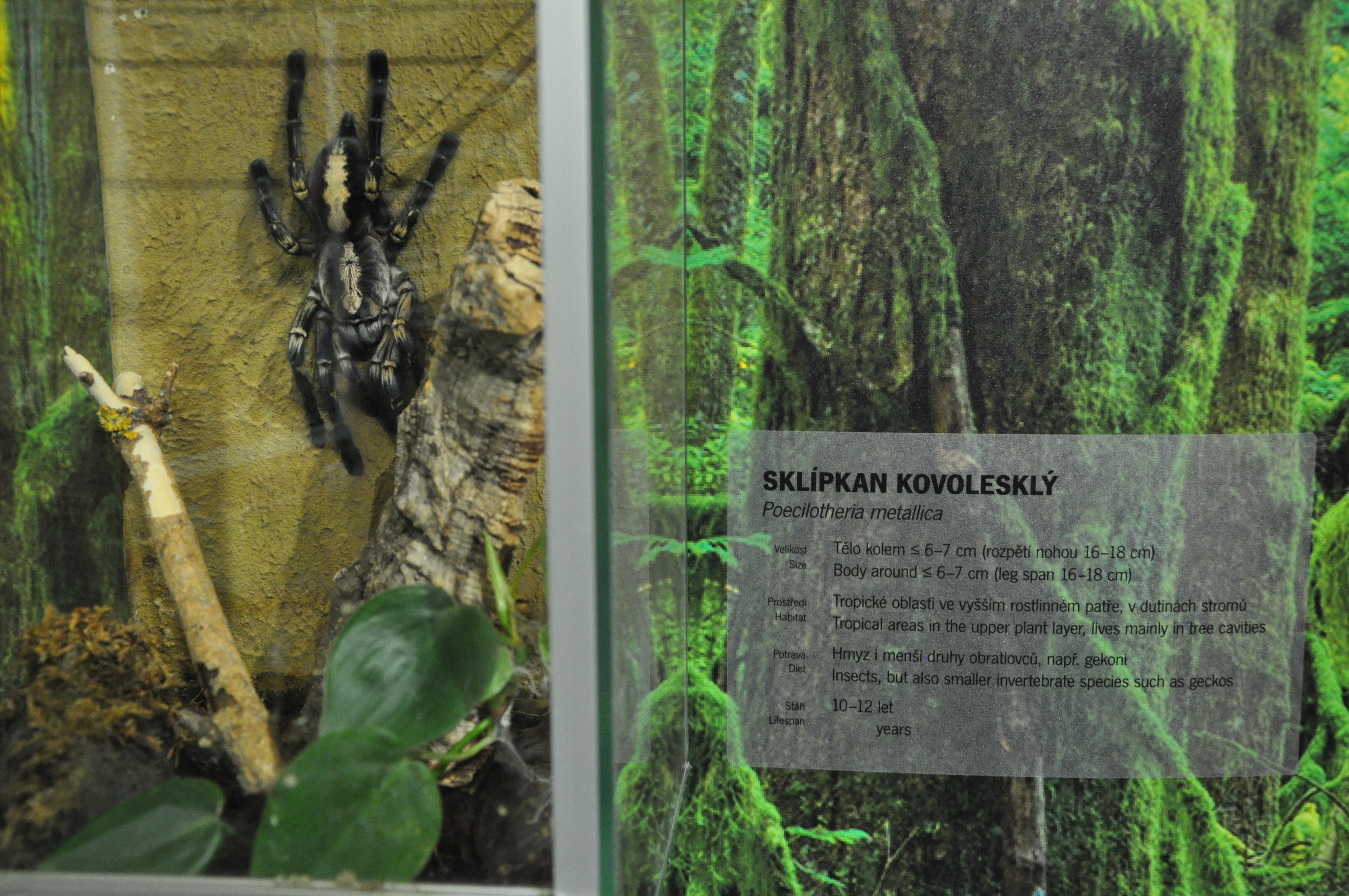
Výstava Sklípkani, 2018 – sklípkan kovolesklý

#### Zvířata ze zoo v ilustracích Neprakty
- výstava zvířecích ilustrací kreslíře a karikaturisty Jiřího Wintera Neprakty, vernisáž 10. 11. 2018 od 13 h[28]

### 2019

#### Štíři
- 5. výstava živých zvířat: (9. 3. – 26. 5. 2019)
- představeno přibližně 40 druhů štírů[29]

#### Sklípkani
- 6. výstava živých zvířat, třetí výstava sklípkanů (16. 6. – 11. 8. 2019)[30]
- vystaveno přes 40 druhů[31]

#### Šípové žáby
- 7. výstava živých zvířat (17. 8. – 20. 10. 2019)[32]
- kolekce 30 taxonů

#### Heraldická zvířata očima dětí
- výstava nejlepších děl letní výtvarné soutěže (26. 10. 2019 až březen 2020)[1]

### 2020

#### Šípové žáby
- 8. výstava živých zvířat, druhá výstava žab (29. 8. – 31. 10. 2020)
- kolekce 30 taxonů pralesniček, zaměření na barevné dvojice stejného druhu a tzv. imitátory[33]
  - přehled vystavených druhů dle katalogu výstavy[34]: pralesnička brazilská, pralesnička žlutopruhá, pralesnička batiková, pralesnička harlekýn, pralesnička barvířská, pralesnička pruhovaná, pralesnička strašná, pralesnička dvoubarvá, pralesnička amazonská, pralesnička klamavá, pralesnička Summersova, pralesnička benedicta, pralesnička Vanzoliniova, pralesnička pepřová, pralesnička třípruhá